# Andreas Krolik
Andreas Krolik (* 8. Juli 1974 in Erdeborn) ist ein deutscher Koch.

## Werdegang
Nach der Ausbildung in Schömberg/Schwarzwald wechselte Krolik 1996 zum Waldhotel Post in Bad Liebenzell, 1997 zum Sporthotel Adler in Adelboden in der Schweiz und 1998 zum Treff Hotel in Vitznau ebenfalls in der Schweiz. 1998 ging er zum Tigerrestaurant bei Victor Stampfer in Frankfurt, 1999 zum Vierseithof in Luckenwalde. Ab 2000 kochte er in Brenner's Parkhotel & Spa in Baden-Baden, 2004 wurde er hier Küchenchef. 2005 wurde sein Restaurant mit einem Michelin-Stern ausgezeichnet, vom Gault-Millau mit 17 Punkten. Im Guide Michelin 2011 bekam das Restaurant zwei Sterne verliehen.
Im August 2012 wechselte er zurück nach Frankfurt in das Tiger-Restaurant, das nur wenige Wochen später mit einem Michelin-Stern ausgezeichnet wurde. In der Ausgabe 2014 erhielt Kroliks Restaurant den zweiten Michelinstern.
Im März 2015 wechselte Krolik ins Lafleur in Frankfurt, das den gleichen Pächter wie das Tiger-Restaurant hat. Im Michelin 2016 wurde auch das Lafleur mit zwei Sternen ausgezeichnet.
Eine Besonderheit seiner Küche sind die seit März 2014 angebotenen veganen Menüs, die ein Viertel seiner Gäste wählen.
2018 veröffentlichte Krolik sein erstes Kochbuch.

## Auszeichnungen
- 2007: Aufsteiger des Jahres, Gusto, Baden-Württemberg
- 2010: Zwei Sterne im Guide Michelin 2011
- 2015: Zwei Sterne im Guide Michelin 2016
- 2016: Koch des Jahres, Gault-Millau 2017[10]